# Susana Sumelzo
Pour les articles homonymes, voir Jordán (homonymie).
Susana Sumelzo Jordán, née le 22 décembre 1969 à Ejea de los Caballeros, est une femme politique espagnole membre du Parti socialiste ouvrier espagnol (PSOE). Elle est secrétaire d'État à l'Amérique latine depuis 2023.

## Biographie

### Formation
Susana Sumelzo est titulaire d'une licence en droit et d'un diplôme en développement économique local, obtenus à l'université de Saragosse.

### Activités politiques
Elle est élue sénatrice lors des élections générales du 9 mars 2008, représentant la circonscription de Saragosse pour la IXe législature. Durant ce premier mandat parlementaire, elle est membre de la commission de la Politique locale, de la commission de la Justice et exerce les responsabilités de porte-parole à la commission constitutionnelle. Elle siège à la députation permanente.
Le 20 novembre 2011, elle est élue députée pour Saragosse au Congrès des députés et réélue en 2015 et 2016. Le 27 juillet 2014 lors du congrès fédéral extraordinaire, elle est nommée à la direction du parti au poste de secrétaire fédérale chargée des administrations publiques par le nouveau secrétaire général Pedro Sánchez. Elle quitte cette fonction le 1er octobre 2016 avec la démission de ce dernier.
Tout comme quinze autres parlementaires socialistes, elle contrevient au mandat du comité fédéral du PSOE et vote contre lors du second vote d'investiture de Mariano Rajoy à la présidence du gouvernement. En conséquence, elle est démise de ses fonctions de porte-parole chargée de la Coopération par la direction provisoire présidée par Javier Fernández.
Avec le retour de Pedro Sánchez au secrétariat général du PSOE, élu lors du 39e congrès fédéral du parti, elle revient au premier plan et est nommée secrétaire à la Politique municipale dans la nouvelle commission exécutive fédérale. Au congrès, elle devient alors membre titulaire de la députation permanente, porte-parole adjointe à la commission constitutionnelle et première vice-présidente de la commission mixte chargée du contrôle de la télévision publique.
Un temps pressentie pour devenir la candidate de Sánchez à l'occasion du congrès régional du parti en Aragon, elle écarte finalement l'hypothèse le 31 août 2017. Elle se range alors derrière Javier Lambán, candidat à la réélection.